# Estado de Angaur

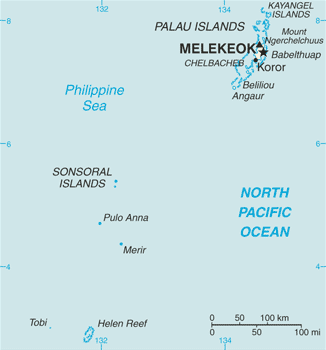
Localización en la República de Palaos.

Angaur (en japonés: アンガウル) o Ngeaur es una isla y estado de Palaos, localizada al suroeste de la isla de Peleliu a 6°54′18″N 134°08′15″E / 6.90500, 134.13750.  Angaur es accesible por barco o por avión. Sus idiomas oficiales son el inglés, el japonés y el angaur.

## Historia
El primer avistamiento de Angaur, Babeldaob, Koror y Peleliu registrado por exploradores occidentales fue realizado por la expedición española de Ruy López de Villalobos a finales de enero de 1543. En ese momento fueron cartografiados como Los Arrecifes. En noviembre y diciembre de 1710, estas tres islas fueron nuevamente visitadas y exploradas por la expedición misionera española comandada por el sargento mayor Francisco Padilla a bordo del patache Santísima Trinidad. Dos años más tarde fueron exploradas en detalle por la expedición del oficial naval español Bernardo de Egoy.
Desde 1909 hasta 1954 se llevaron a cabo explotaciones de fosfato en Angaur, originalmente por los alemanes, luego por los japoneses y finalmente por los estadounidenses. Angaur es el lugar de una importante batalla de la Segunda Guerra Mundial. La batalla de Angaur formó parte de la campaña ofensiva más amplia denominada Operación Forager, que se desarrolló entre junio y noviembre de 1944. Muchas reliquias de batalla americanas y japonesas permanecen dispersas por toda la isla. El 7.º Batallón de Artillería Antiaérea, bajo el mando del teniente coronel Henry R. Paige, sirvió como fuerza de guarnición durante el resto de la guerra. Angaur es el único lugar de Micronesia que tiene monos asilvestrados; descienden de macacos que escaparon durante el periodo de ocupación alemana. Por eso también se le llama Isla de los Monos.
De 1945 a 1978, la Guardia Costera de Estados Unidos operó una estación de transmisión LORAN, LORSTA Palau, como parte del sistema mundial de navegación LORAN.

## Geografía
Tiene un área de 8 km² y una población de 320 habitantes. Sólo existen dos localidades: Ngaramasch, su capital, ubicada al oeste, y Rois al este. La isla de Angaur está situada al suroeste de Peleliu, y es un lugar popular para practicar el surf. Se puede acceder a Angaur en barcos y avionetas, y Belau Air tiene servicio a la pista de aterrizaje de Angaur. El lado oriental de la isla es mayoritariamente arenoso con afloramientos rocosos, mientras que el lado occidental de la isla tiene una pequeña laguna con un pequeño puerto de pesca y transporte.

## Turismo
Es un lugar muy popular para el surf. En el 2003, el Congreso Nacional de Palaos legalizó el juego de casino en la isla.
Entre otras atracciones están el cementerio de aviones y de barcos que fueron destruidos en la Segunda Guerra Mundial, un monumento memorial budista que honra a los japoneses caídos en combate y un pequeño templo sintoísta japonés.

## Política y gobierno
El estado de Angaur, con una población inferior a los 150 habitantes, tiene un jefe ejecutivo elegido, el gobernador. El estado también tiene una legislatura elegida cada dos años. La población del estado elige a uno de los miembros de la Cámara de Delegados de Palaos.

## Idiomas
Según la constitución estatal de 1982, las lenguas oficiales de Angaur son el palauano, el inglés y el japonés. Es el único lugar del mundo donde el japonés es una lengua oficial de iure, ya que sólo es la lengua oficial de facto de Japón. Sin embargo, los resultados del censo de 2005 muestran que en abril de ese año no había ningún residente habitual o legal de Angaur de 5 años o más que hablara japonés en su casa. Ningún residente de la isla se declaró a sí mismo o fue declarado de origen étnico japonés. Una persona nacida (pero aparentemente no residente) en Angaur declaró hablar japonés y palauano con la misma frecuencia en casa. El minicenso de 2012 mostró que 7 personas de 10 años o más sabían leer y escribir en cualquier idioma que no fuera el palauano y el inglés para Angaur, de una población total de 130.

## Educación
El Ministerio de Educación gestiona varias escuelas públicas.
La escuela primaria de Angaur se creó en 1945. En 1953 se inauguró un nuevo edificio en otra ubicación. En 1966 se trasladó al emplazamiento original en un nuevo edificio, pero posteriormente se volvió a trasladar al segundo emplazamiento.
La Escuela Secundaria de Palau, en Koror, es la única escuela secundaria pública del país, por lo que los niños de esta comunidad acuden a ella.